# 関口伸
関口 伸（せきぐち しん、1959年5月30日 - ）は、日本の俳優、声優、ナレーター、アナウンサー。

## 来歴
静岡県伊豆市（旧田方郡修善寺町）出身。日本大学芸術学部放送学科卒業。高校時代は放送部所属。1970年代半ばのラジオ深夜番組放送全盛期。『パックインミュージック』や『セイヤング』にハマり、ディスクジョッキーに憧れ高校2年生の時にはNHK杯全国高校放送コンテスト静岡代表。全国大会アナウンス部門6位入賞を機にアナウンサーの道へ（当時憧れていたアナウンサーは小島一慶）。大学在学中に先輩の縁で『ぴったしカン・カン』素人出演者先行予選会の仕事も行う。
1982年テレビ岩手にアナウンサーとして入社。1989年にフリー転向、ハイテンションで高音かつ軽妙な語り口で平成名物TV・三宅裕司のいかすバンド天国でナレーターとして名を馳せることに。
その他、俳優としては劇場公開映画、Vシネマ、ケーブルテレビへの出演、ナレーターとしてはVPナレーション・BeeTV他多数、大学特別講演・ナレーター養成講座・セミナー等、講演講師としても活動している。
ナレータープロダクション洒落Sharaku 直営スクール「パレット」顧問

## 主な出演番組

### TVナレーション
- ノンストップ!（フジテレビ系列）
- 27時間テレビ（SMAPドラマ）（フジテレビ系列）
- 平成名物TV・三宅裕司のいかすバンド天国 （TBS系列）
- ブロードキャスター （TBS系列）( - 2008年9月)
- TVチャンピオン （テレビ東京系列）
- TVチャンピオン～もう一度見たい！リクエストSP～ （テレビ東京系列）
- どっちの料理ショー （読売テレビ系列）（イエローキッチン担当ナレーター）
- 帰ってきた！どっちの料理ショー.web（読売テレビ系列）
- 天才!志村どうぶつ園 （日本テレビ系列）
- おもいッきりDON! （日本テレビ系列）
- DON!（日本テレビ系列）「今日は何の日」
- 衝撃ニュース 追跡リサーチ 調べてみたら驚いた！シリーズ（日本テレビ系列）
- 世界の衝撃映像2010-2012（日本テレビ系列）
- 世界のスクープ映像 2012-2014（日本テレビ系列）
- 世界のおもしろ映像2014-2016（日本テレビ系列）
- いきなり!黄金伝説 （テレビ朝日系列）
- 若返り!?年齢クリニック!（テレビ東京系列）
- 韓国!なかよし女優旅（テレビ東京系列）
- 朝はビタミン! （テレビ東京系列）（ - 2008年9月）
- まるごと知りたい！A to Z（NHK BSプレミアム）
- 就活応援TV-2019（NHK総合）
- クイズモンスター （NHK総合）（ - 2008年3月）
- ハプスブルク帝国3つの愛の物語 （NHK総合）
- サラメシ （NHK総合）
- 熱討ちゅうごく （NHK総合）
- BS20周年特集地球アゴラで世界一周 10HOURS （NHK-BS1）
- ジェネレーションY （NHK-BS1）
- BSデジタル号がゆく!〜ブルートレイン 九州一周の旅〜（NHK-BS）
- アインシュタインの目（NHK BSプレミアム）
- チェック!ザ・No.1 （毎日放送・TBS系列）
- 男女逆転『大奥』奥の奥まで徹底解剖スペシャル!（TBS）
- 徹底追跡!糖尿病がわかるテレビ（TBS）
- 世界スゴ腕修理人列伝 （毎日放送・TBS系列）
- スーパーJチャンネル （テレビ朝日系列）
- 24時間テレビ 「愛は地球を救う」 （日本テレビ系列）
- おもいッきりイイ!!テレビ （日本テレビ系列）
- サタデーバリューフィーバー （日本テレビ系列）
- ザ・ワイド （日本テレビ系列）
- 幸せ！ボンビーガール （ボイスオーバー）（日本テレビ系列）
- 報道特捜! （テレビ朝日系列）
- 海ペダル山ペダル　（テレビ朝日系列）
- テストザネイション （テレビ朝日系列）
- 世界の子供がSOS!THE☆仕事人バンク マチャアキJAPAN （テレビ朝日系列）
- 私をドライブに連れてって（テレビ朝日系列）
- 麻薬Gメン ドラッグハンター2015（テレビ朝日系列）
- おんなの不況満喫大作戦「家セレブ」の道（朝日放送）
- FNNスーパーニュース （フジテレビ系列）
- スーパータイムスペシャル （フジテレビ系列）
- 世界がもし100人の村だったら （フジテレビ系列）
- 花王名人劇場 （フジテレビ系列）
- 水戸黄門1000回SP （TBS系列）
- ウエディングベル （TBS系列）
- タミヤRCカーグランプリ （テレビ東京系列）
- 土曜スペシャル （テレビ東京系列）
- 日曜ビッグバラエティ （テレビ東京系列）
- お菓子オモシロ大事典 （テレビ東京系列）
- 虎ノ門市場便り（テレビ東京系列）
- ザ・グレートシニアshow （テレビ大阪・テレビ東京系列）
- 有名芸能人があのお仕事に挑戦します! （読売テレビ）
- 依頼人X（読売テレビ）
- THE楽屋弁当伝説 （テレビ愛知）
- なにコレ? （テレビ大阪）
- 深層NEWS 特番（BS日テレ）
- ドクターズ・アイ医者がすすめる専門医 （BS-TBS）
- 健康トリプルアンサー （BS-TBS）
- ニュージーランド紀行 （BS-TBS）
- MADE IN BS JAPAN （テレビ東京・BSジャパン）
- 省エネの達人 企業編 （テレビ東京）（BSジャパン）
- バクマン。（NHKデータ放送）
- ケイタイお取り寄せカタログ （BeeTV）
- 賢者の選択（ザ・メッセージ）（BS11）    他多数

### 映画出演
- !［ai-ou］（堤幸彦監督作品）
- 中指姫 僕たちゃどうなる?（堤幸彦監督作品）
- さよならニッポン!（堤幸彦監督作品）

### TV出演
- ネオ ウルトラQ（アナウンサー役）
- 北野タレント名鑑（ゲスト出演）
- 平成名物TV・三宅裕司のいかすバンド天国 （TBS系列）

### TV-CM出演
- そば焼酎 雲海 ・タクシー編（主役・サラリーマン役）
- そば焼酎 雲海 ・公園編（主役・サラリーマン役）

### TV-CMナレーション
- 大正製薬（リポビタンZERO）
- 小林製薬（トイレその後に）
- シオノギ製薬（新ポポンS錠）
- YAMAHA
- 東京ウォーカー

### リポーター
- 徳光のTVコロンブス
- 内田忠男のモーニングショー

### 司会
- 初代市川右近（現：三代目市川右團次） 20周年記念パーティー
- トヨタ自動車　総会
- 集英社

### 講演
- 埼玉女子短期大学 特別講演（2007年 - 2008年）
- 日本大学三島高等学校 卒業特別記念講演（2009年）
- テアトルアカデミー（講師）（2013年2月 - ）